# Funk- und Telegraphenhaus (Flensburg-Mürwik)

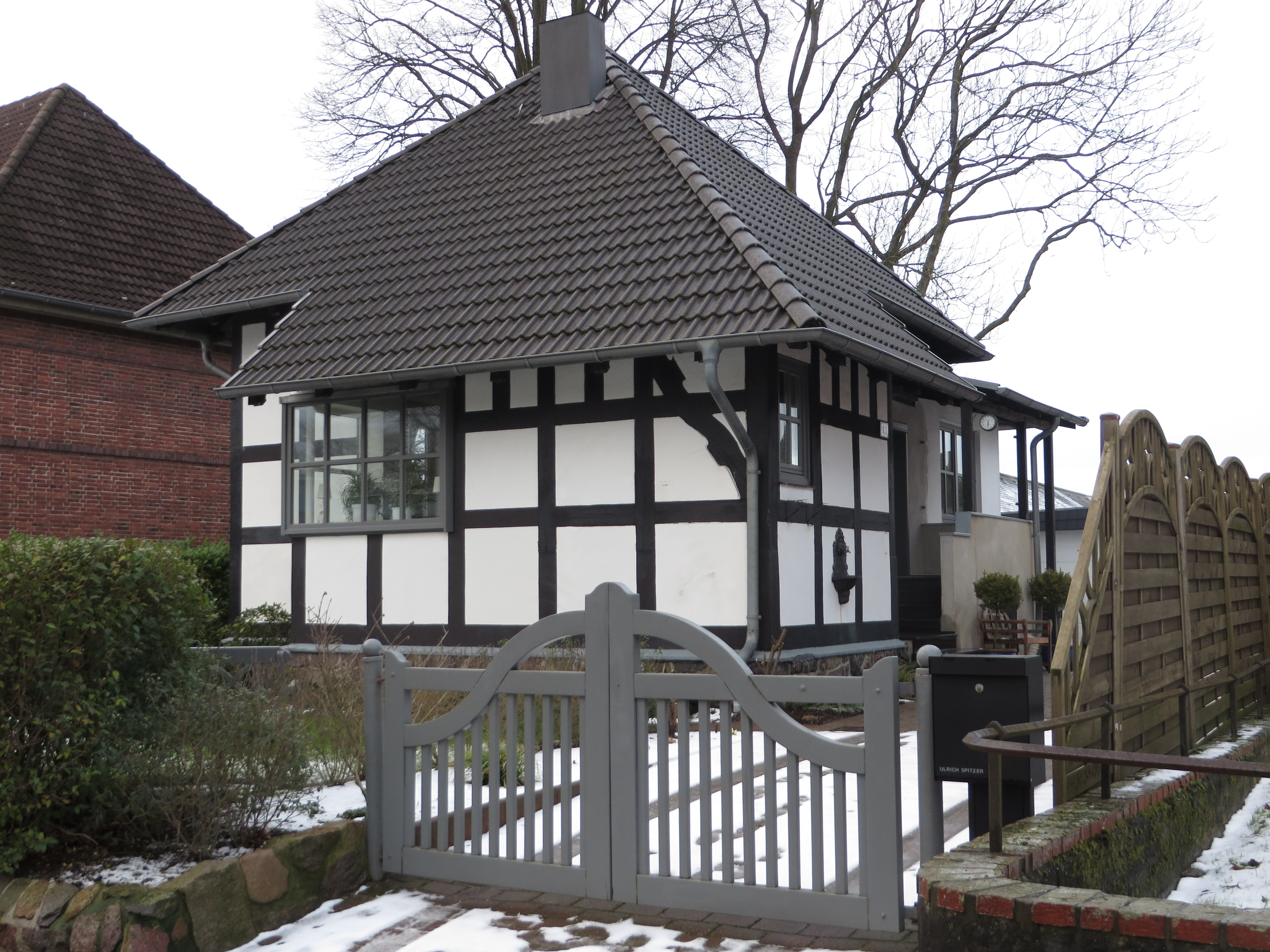
Das Funk- und Telegraphenhaus in der Swinemünder Straße, ein Überrest der Funken-Telegraphieschule Mürwik

Das Funk- und Telegraphenhaus in Flensburg-Mürwik ist ein kleines Gebäude, das im Jahr 1902 am Rande der Torpedostation errichtet wurde. Das zu den Kulturdenkmalen der Stadt gehörige Gebäude stellt den wesentlichen Überrest der Funken-Telegraphieschule Mürwik dar.

## Hintergrund
Zum Ende des 19. Jahrhunderts erkannte die Kaiserliche Marine die taktischen Möglichkeiten der Funken-Telegrafie. Die neue Technik sollte schon bald über viele Kilometer hinweg, in Verbindung mit dem Morsealphabet, die Kommunikation ermöglichen. 1901/1902 wurde mit dem Bau der Torpedostation eine Funk-Telegraphieschule mit zugehöriger Versuchsstrecke für die Ausbildung aufgebaut. 1901 wurde eine erste Landstation offenbar nahe der dortigen Bucht eingerichtet. Eine zweite Station wurde, offensichtlich in höherer Lage, gegenüber dem Parkhotel (am Mürwiker Park) eingerichtet. Das besagte Funk- und Telegraphenhaus wurde 1902 nach Plänen von Regierungsbaumeister Schubert als Bestandteil der Torpedostation errichtet. Der eingeschossige, quadratische Putzbau mit Fachwerksgliederung und Pyramidendach war damals, anders als heute, schiefergedeckt. Offensichtlich um 1903 besuchte Kaiser Wilhelm II. die Torpedostation und inspizierte dabei auch das Funk- und Telegraphenhaus. Die vermutlich älteste erhaltene Fotografie des Häuschens, die während des Inspektionsbesuchs entstand, zeigt den Kaiser, wie er die Treppe des damals noch etwas anders gestalteten Gebäudevorbaus hinunterläuft. Außer den Landstationen existierten auch noch zwei Versuchsschiffe, in denen Funkstationen eingebaut waren; die Friedrich Carl und die Blücher (beziehungsweise ab 1908 die Kaiser als Ersatz für die Blücher). Der damalige Übungsverkehr stellte sich im Übrigen zunächst als schwierig heraus. Zwischen der Blücher und den beiden Landstationen brach die Verbindung meist ab den Ochseninseln ab, wobei die Verbindung mittels eines Drachens, der an einem 180 Meter langen Drahtseil in die Höhe gebracht wurde, wiederhergestellt werden konnte.

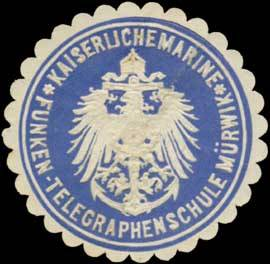
Siegelmarke der Funken-Telegraphieschule Mürwik

Mit der Errichtung der benachbarten Marineschule Mürwik im Jahr 1910 wurden dort für Ausbildungszwecke weitere Funk-Telegraphenstationen eingerichtet. Als Funkstation der Marineschule diente zudem das Gorch-Fock-Haus. Als 1914 der Erste Weltkrieg begann, wurde der Lehrbetrieb an der Marineschule Mürwik eingestellt. Deren leer stehende Räumlichkeiten wurden anschließend in Teilen von der „Funkschule“ weitergenutzt. Im Jahr 1918 wurde letztlich die Funken-Telegraphieschule nach Swinemünde verlegt. Die „Funken-Telegraphie-Schule Swinemünde“ existierte nur bis 1920. Am 10. September wurde die Ausbildung von der Inspektion des Torpedowesens wieder zurück nach Mürwik verlegt. Dort wurde sodann die Nachrichtenschule auf der Torpedostation eingerichtet. Ob dabei das Funk- und Telegraphenhaus noch einmal verwendet wurde, ist unklar. Es wurde letztlich 1923 von der Marinebauverwaltung zu einem Wohnhaus umgebaut. Während des Zweiten Weltkrieges diente es zeitweise wieder als Funkhaus. Die Adresse des Gebäudes lautete ursprünglich Parkstraße 16. Als die Parkstraße 1955 in Swinemünder Straße umbenannt wurde (1954 bis 1956 wurde Flensburg Patenstadt von Swinemünde), erhielt das Wohnhaus die Hausnummer 12. Bis heute dient das ehemalige Herzstück der Funken-Telegraphieschule Mürwik als Wohnhaus.